# Mosteiro de Jesus
O Mosteiro de Jesus (1465–1874), atual Museu de Aveiro, localiza-se na freguesia de Glória e Vera Cruz, município de Aveiro, Portugal.
Foi um mosteiro da Ordem Dominicana feminina e é hoje um importante museu, detentor de um acervo diversificado com particular enfoque na arte de temática ou função sacra.
O antigo Mosteiro de Jesus está classificado como Monumento Nacional desde 1910.

## História

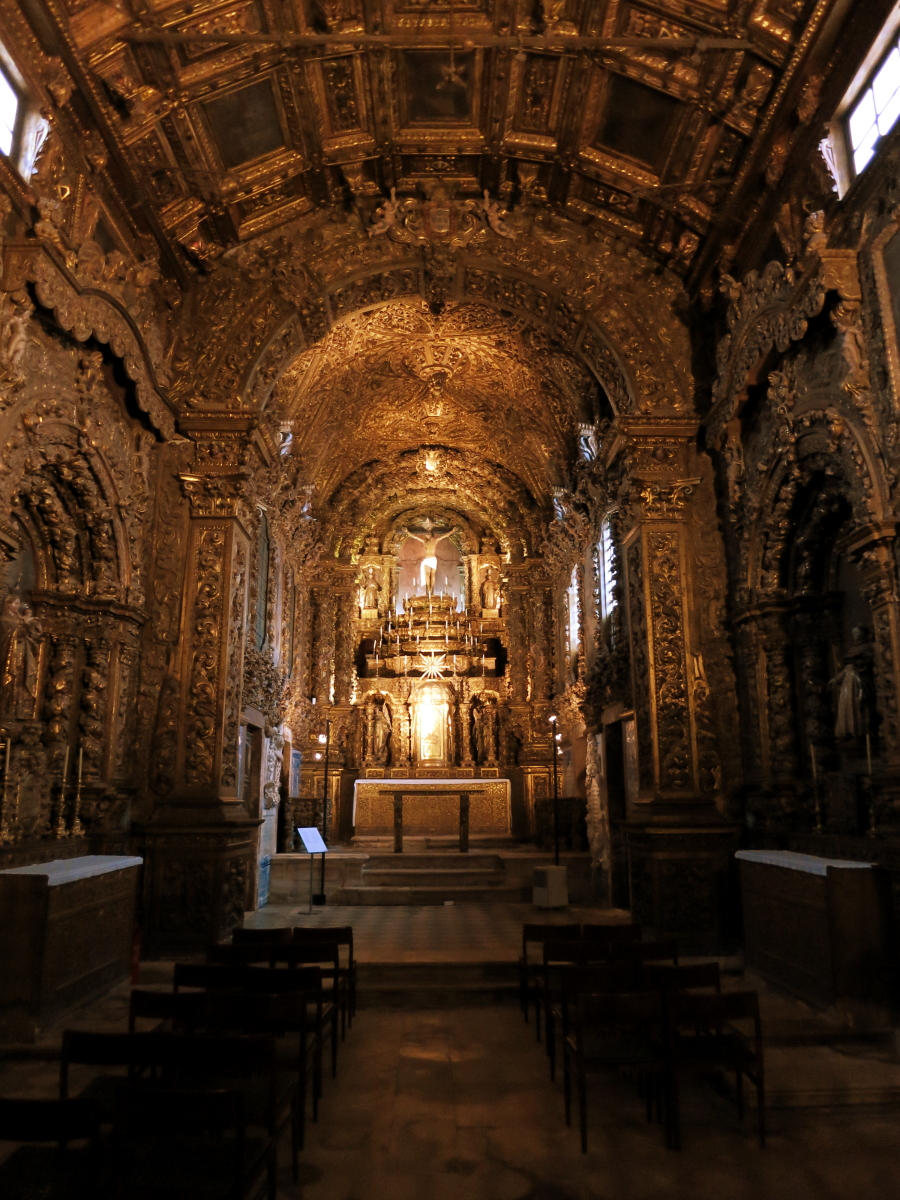
Igreja de Jesus, Mosteiro de Jesus, Aveiro

A origem do Mosteiro de Jesus remonta aos anos de 1458 e 1460, quando D. Brites Leitoa e D. Mecia Pereira, recolheram a uma pequena casa, implantada no local onde viria a nascer o mosteiro. Autorizado por bula Papal em 16 de Maio de 1461, as obras de edificação tiveram início no ano imediato, tendo começado a funcionar como clausura de freiras da Ordem Dominicana feminina em 1465. 
Em 1472 ingressou neste mosteiro a filha de D. Afonso V, Joana, Princesa de Portugal (Santa Joana Princesa), que aqui faleceu em 1490, após uma vida de modesta monja, embora nunca lhe tenha sido autorizada a realização dos votos solenes por ser uma possível sucessora real (foi beatificada em 1693).
O edifício foi alvo de obras de restauro e beneficiação ao longo dos séculos subsequentes, em particular nos reinados de D. Pedro II e D. João V, quando foram adicionados importantes conjuntos barrocos. Com a extinção das ordens religiosas em Portugal (1834), os conventos femininos foram autorizados a permanecer, até ao falecimento da sua última monja, o que aqui ocorreu em 1874. A igreja e todo o seu património artístico foram então entregues à Real Irmandade de Santa Joana Princesa e as dependências colocadas a cargo de religiosas dominicanas, que aí abriram o Colégio de Santa Joana (encerrado em 1910 após a implantação da república).
Em 1911, o convento foi entregue à Câmara Municipal de Aveiro. A criação do museu, decidida nesse mesmo ano, muito deveu à ação do fundador, João Augusto Marques Gomes (1853-1931), ilustre aveirense que ampliou o acervo com a recolha de inúmeros objetos de antigas casas religiosas da região de Aveiro e de outros locais do país.

## Museu de Aveiro
As estruturas conventuais foram integradas no Museu de Aveiro. Saliente-se a Igreja de Jesus, com a sua rica talha dourada e revestimento azulejar, cuja capela-mor (obra portuense, 1725-29) foi realizada pelos entalhadores e escultores António Gomes e José Correia e pelo pintor Manuel Ferreira e Sousa. O coro interior enquadra o túmulo de Princesa Santa Joana, do arquiteto régio João Antunes (1699-1711), obra prima do barroco em mármores polícromos, com elementos escultóricos ao gosto italiano, em consonância com a decoração parietal envolvente, em talha e azulejo. São ainda de destacar o claustro (séculos XV-XVI), e o refeitório, com a sua graciosa tribuna de leitura e paredes revestidas a azulejo..

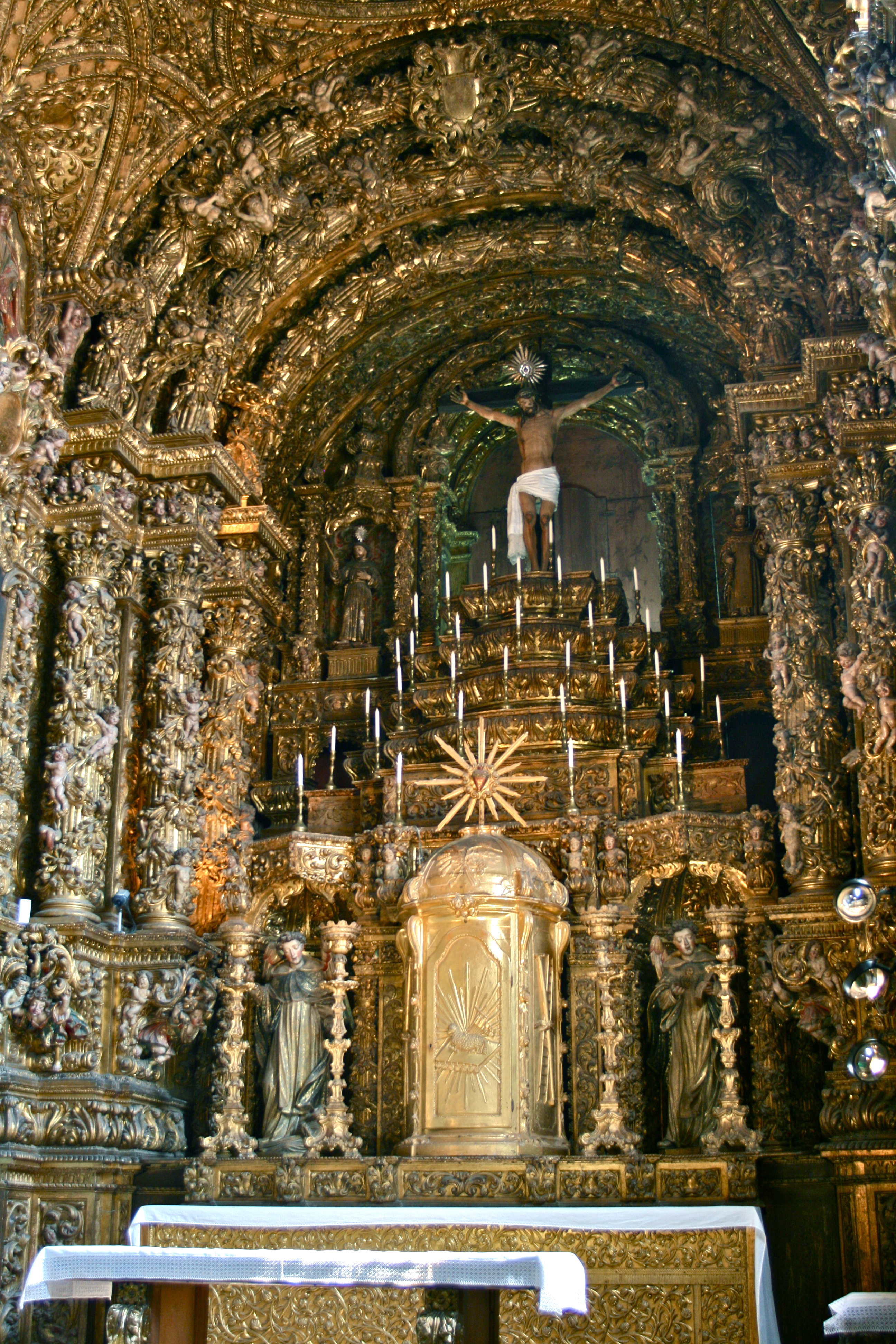
Capela-mor, Altar
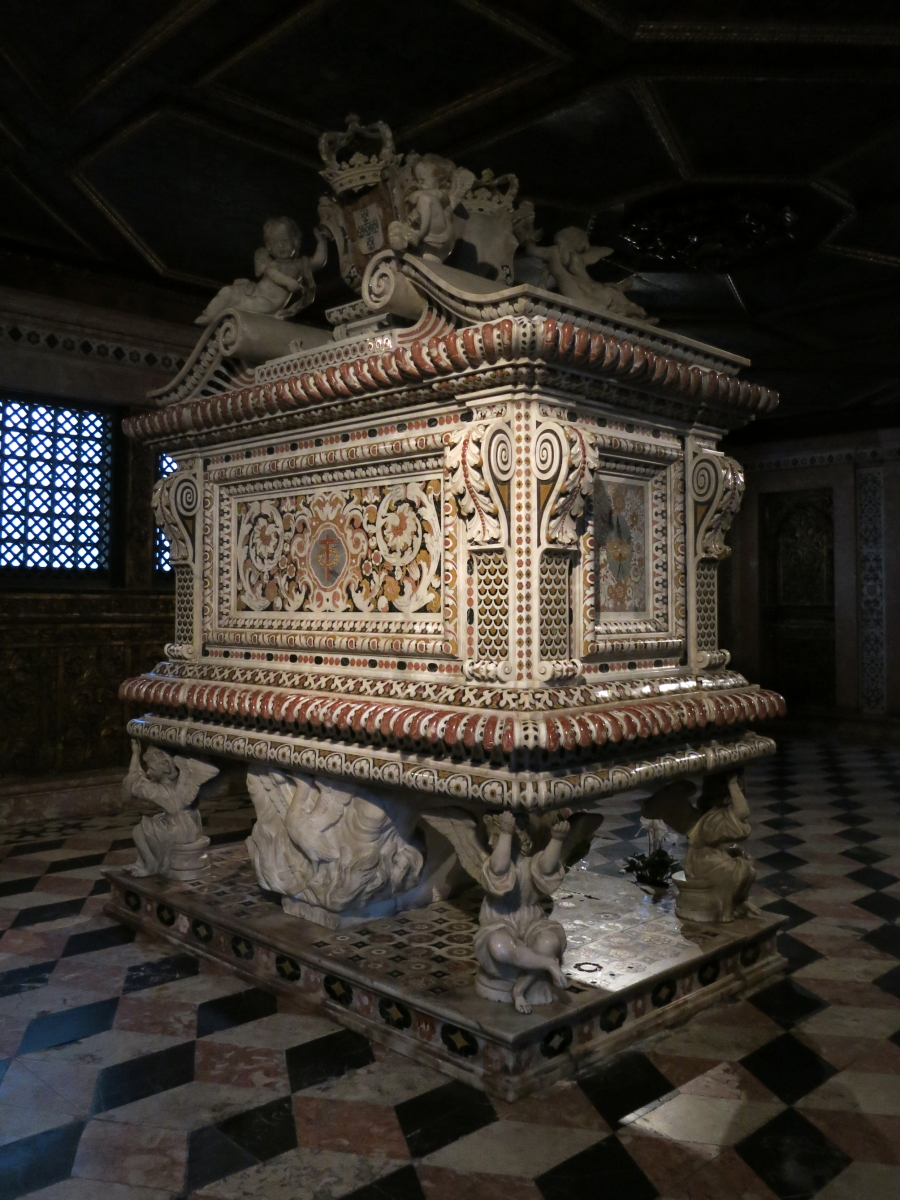
Túmulo da Princesa Santa Joana
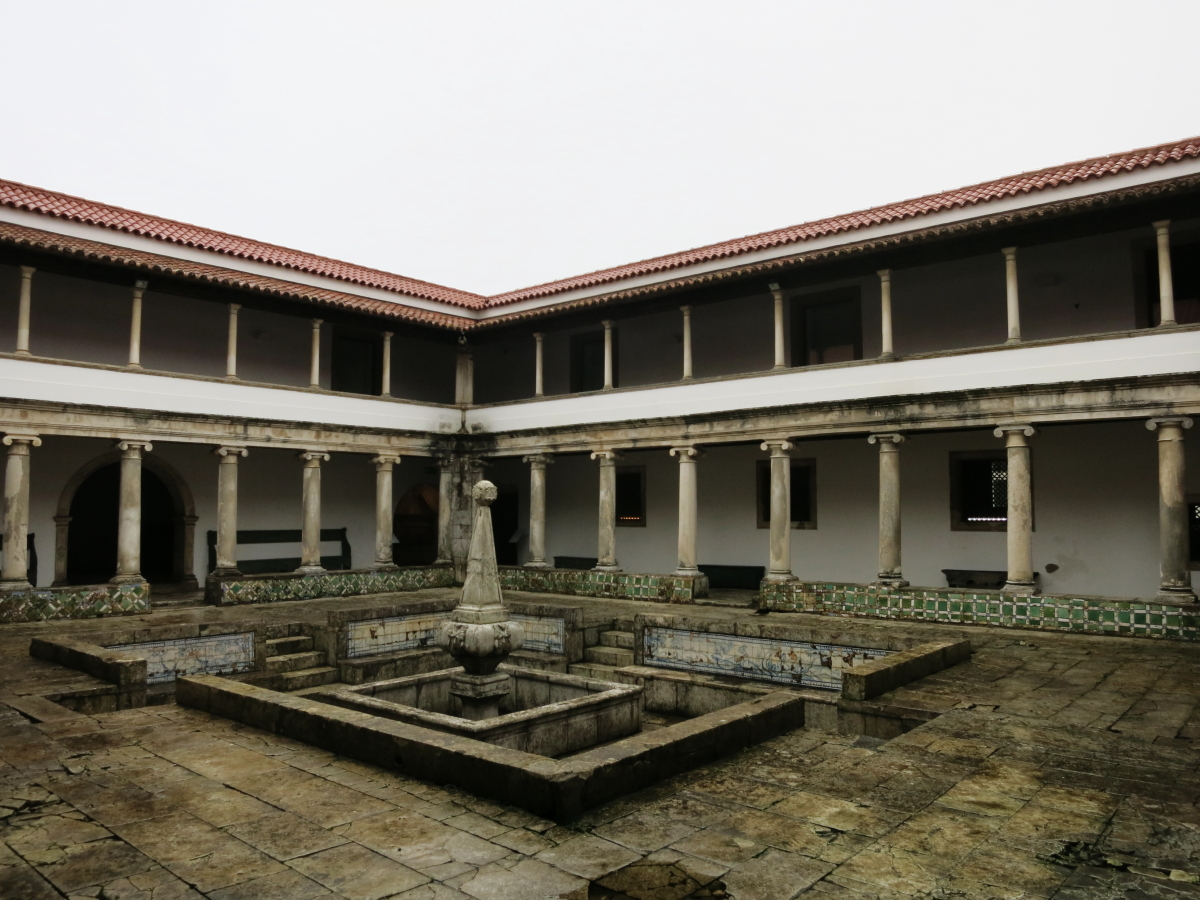
Claustro
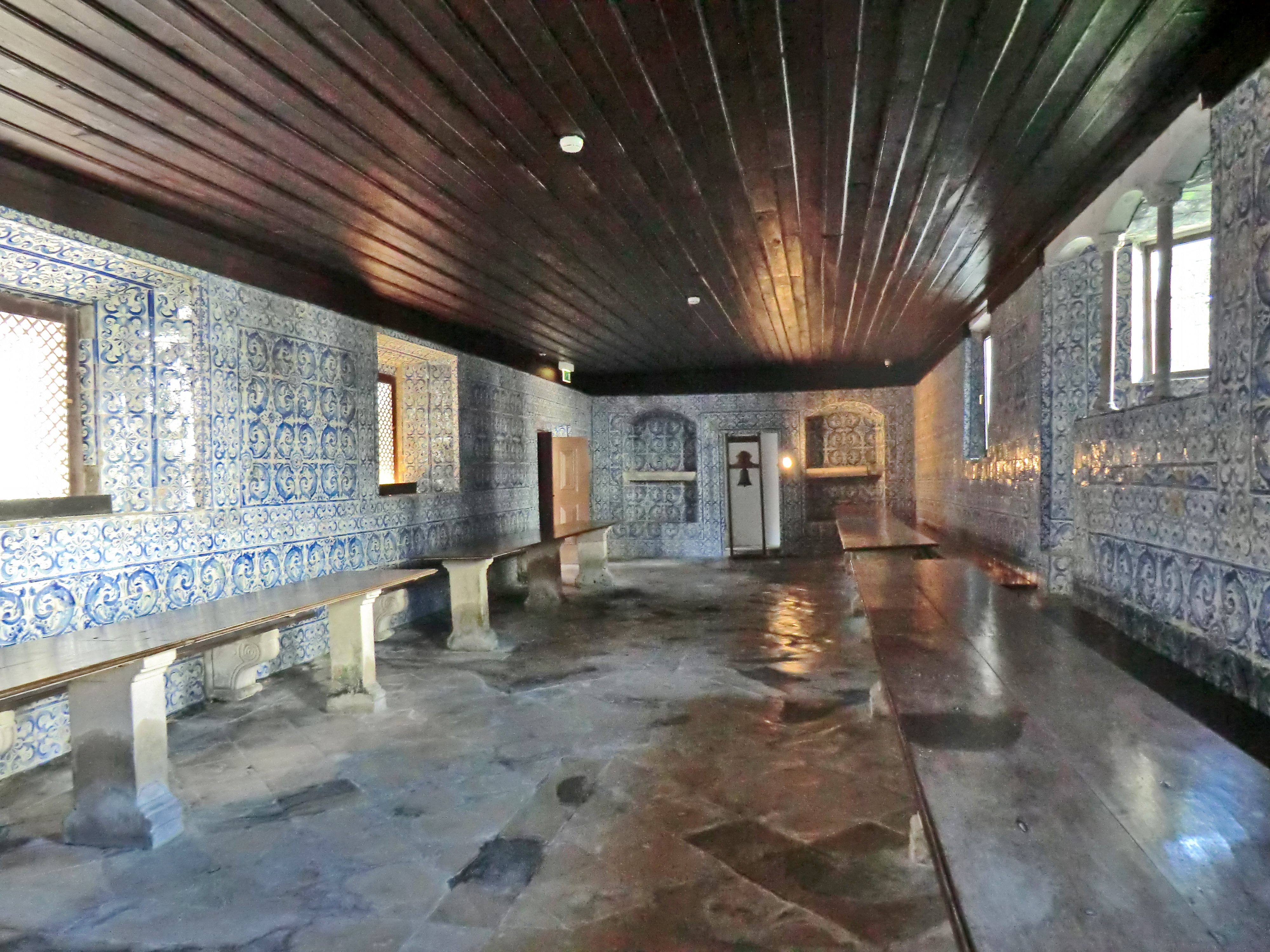
Refeitório

As coleções do museu integram núcleos de pintura, escultura, talha, azulejaria, ourivesaria, mobiliário e paramentaria. Predominantemente de temática ou função sacra, são em grande parte provenientes do Convento de Jesus ou de outras instituições monásticas extintas de Aveiro e do País, documentando épocas diversas. As inúmeras obras que integram o acervo ilustram um percurso artístico que vai desde o século XV ao século XX, com particular incidência no período barroco — destaque-se a importante coleção de arte portuguesa desse período. 
Entre outras obras de relevo, assinalem-se ainda o túmulo gótico do cavaleiro D. João de Albuquerque, senhor de Angeja, a sala-santuário da Princesa Santa Joana (cujo conjunto de pinturas se integra num profuso revestimento em talha dourada), a Sagrada Família, de Machado de Castro, ou o retrato da Princesa Santa Joana(séc. XV).

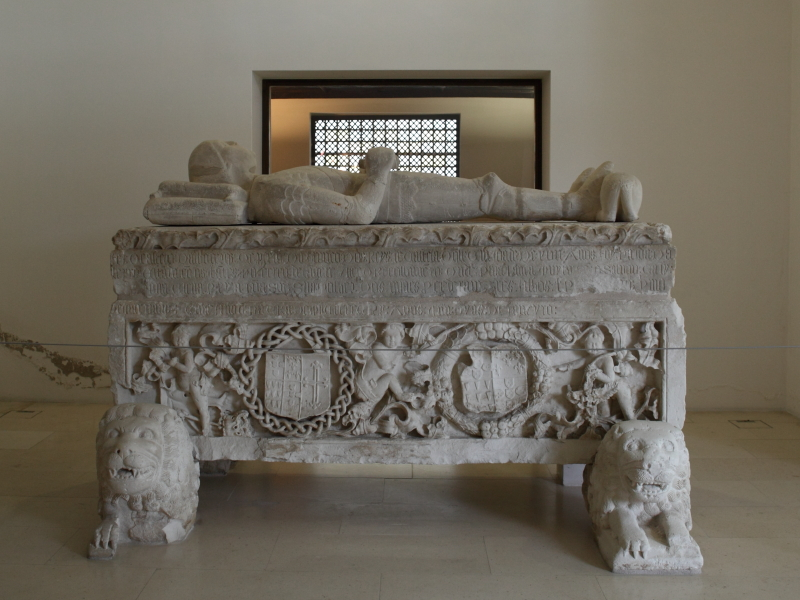
Túmulo de D. João de Albuquerque, séc. XV
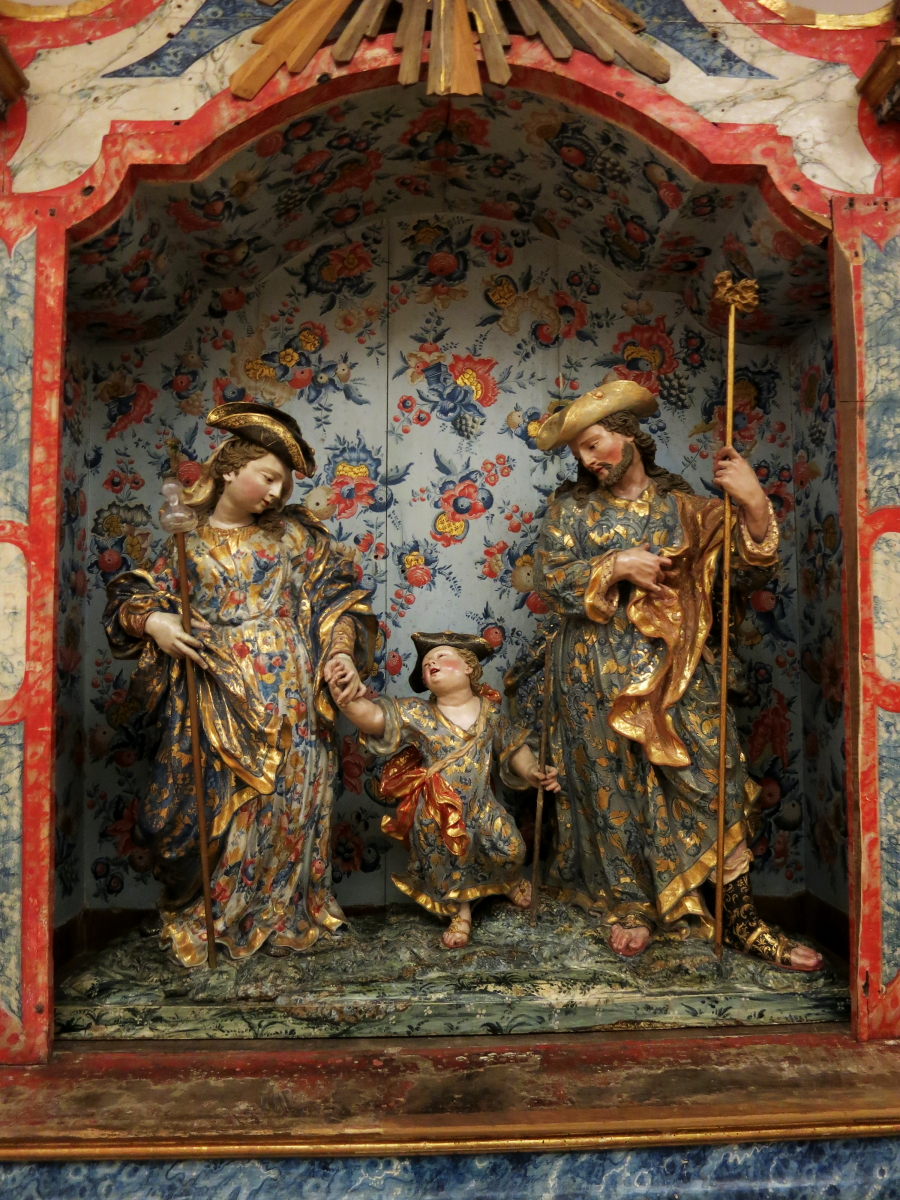
Machado de Castro, Sagrada Família
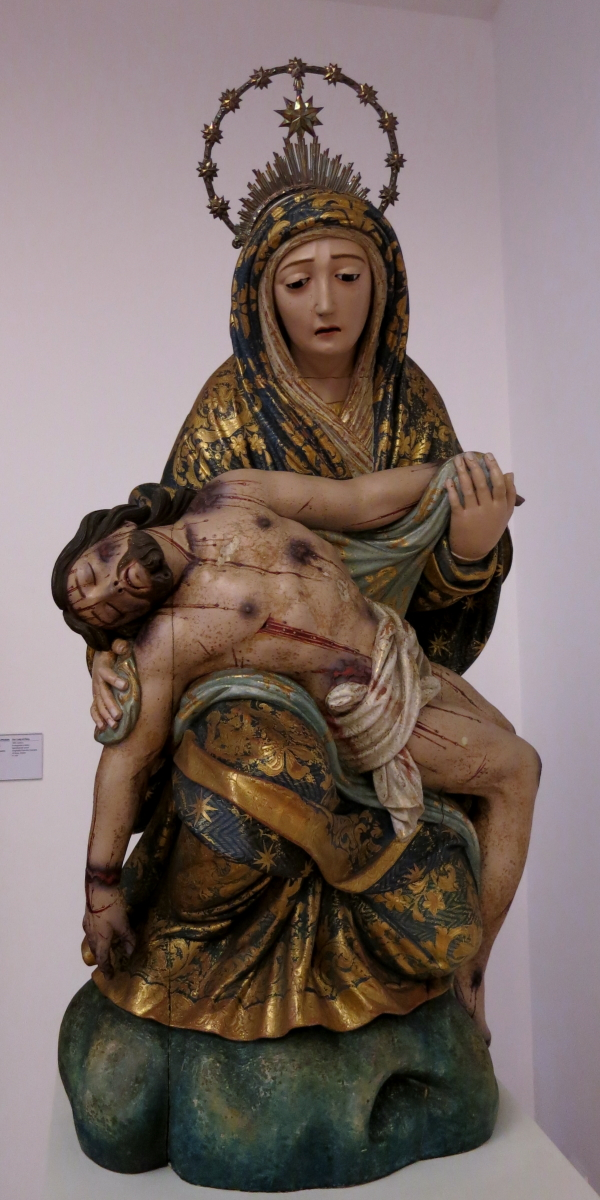
Nossa Senhora da Piedade, madeira policromada, séc. XVIII
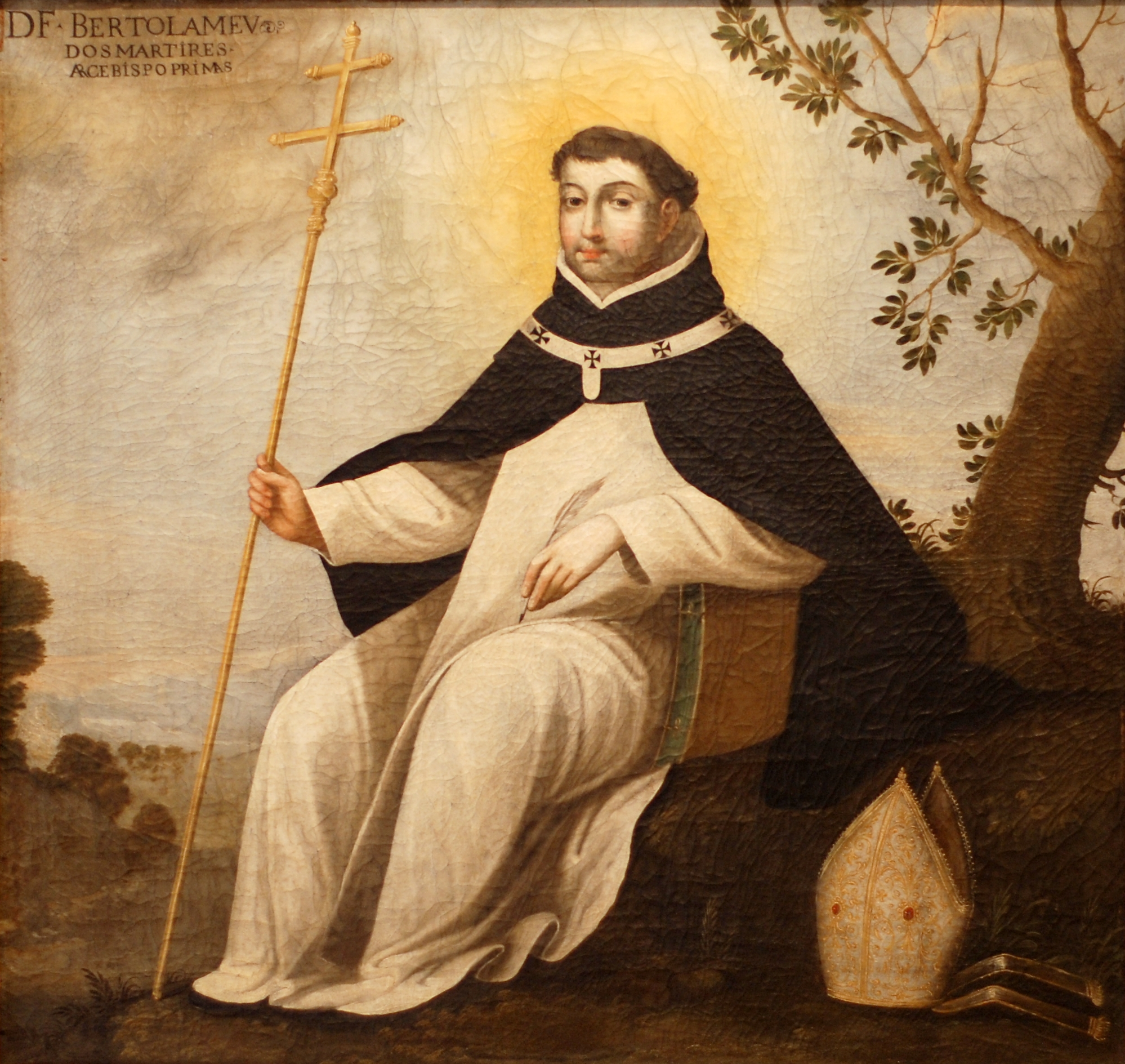
António André (1618-25), Brother Bartholomew of the Martyrs, bishop of Braga
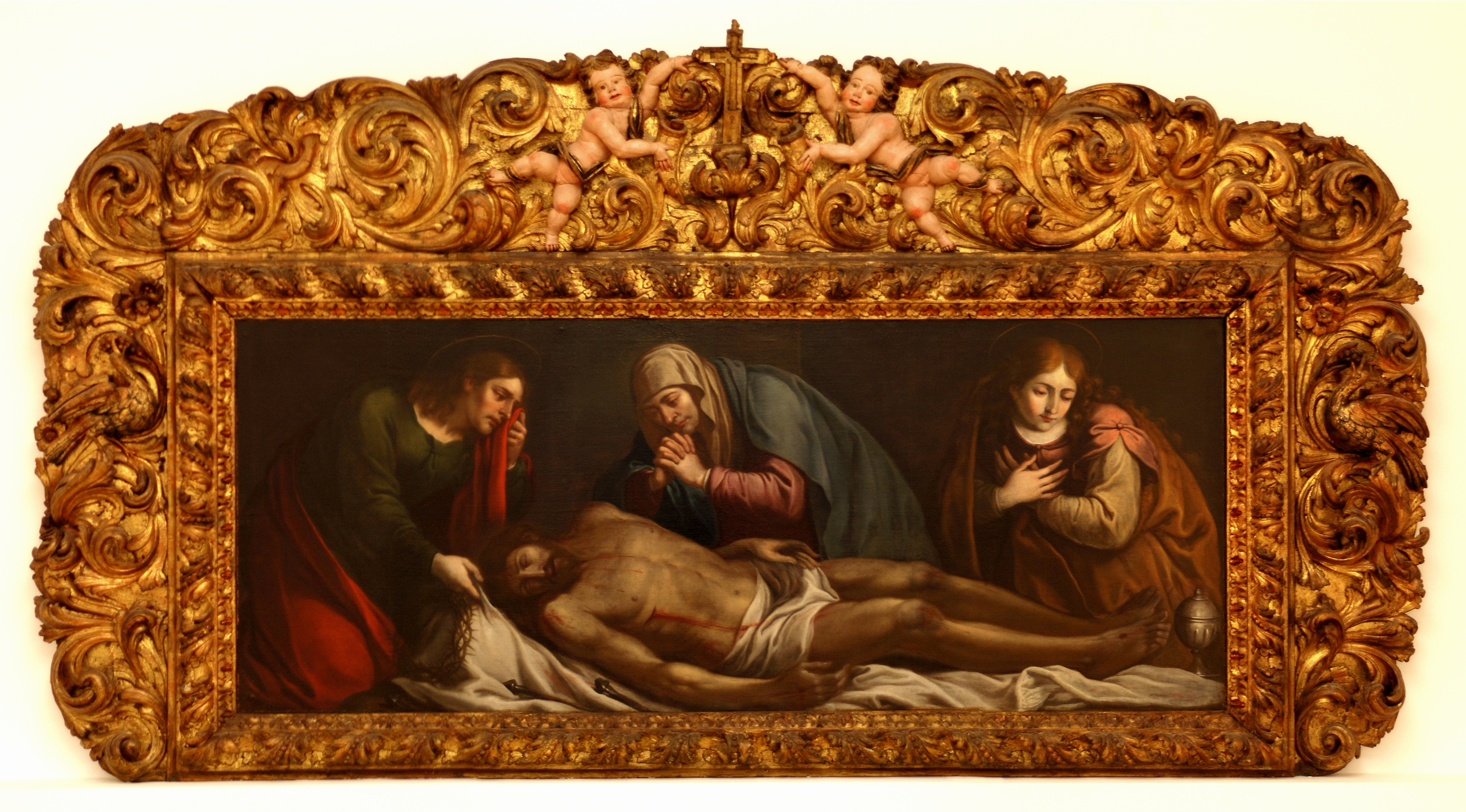
Lamentação de Cristo com a Virgem Maria, S. João Evangelista e S. Madalena (séc. XVIII), de Autor desconhecido
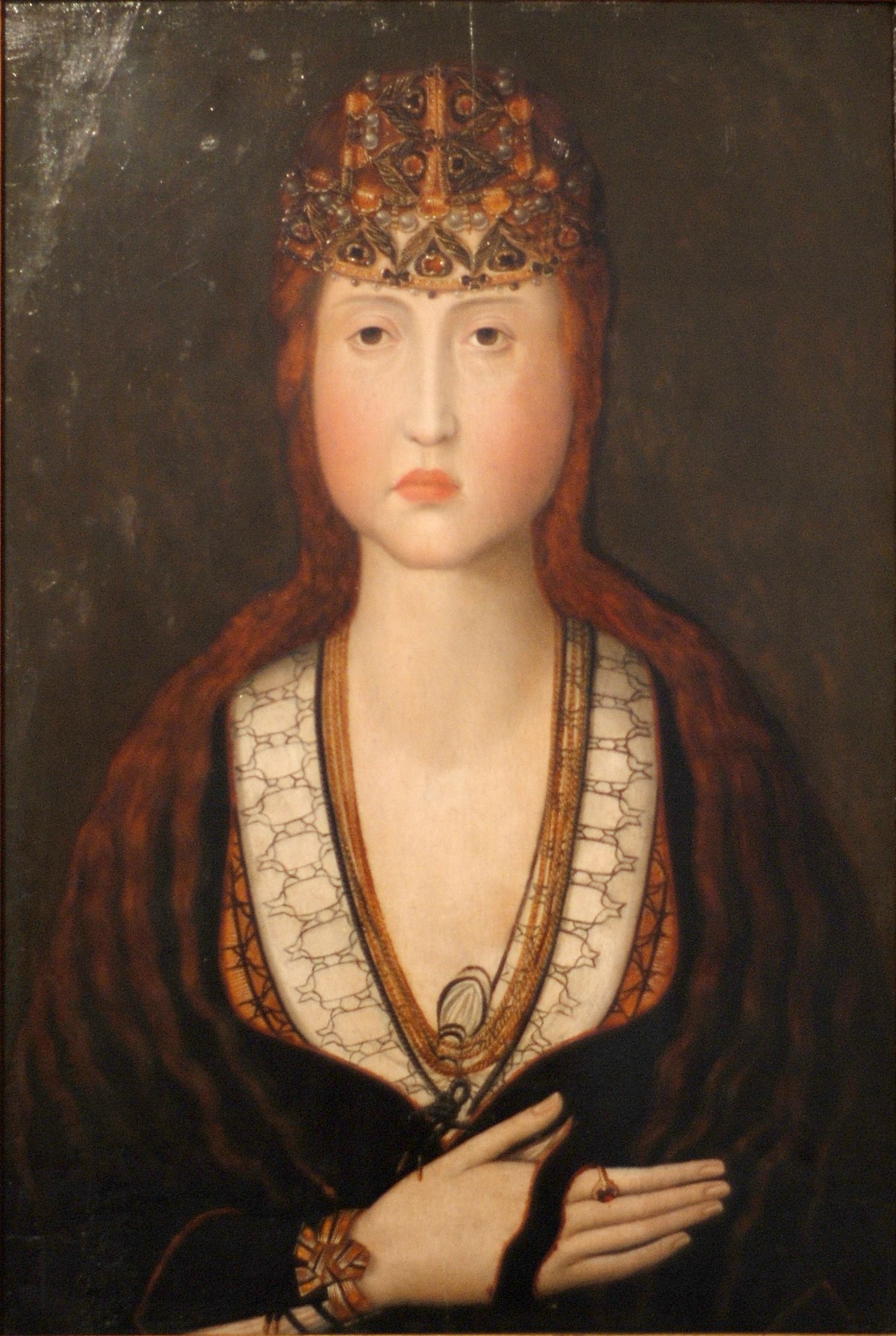
Retrato de Santa Joana Princesa (séc. XV), de Autor desconhecido.